# Sh2-93
Sh2-93 est une petite nébuleuse en émission visible dans la constellation du Petit Renard.
Elle est identifiée dans la partie nord de la constellation, dans une région de la Voie lactée qui apparaît fortement obscurcie par des poussières interstellaires. Sa petite taille ne la rend identifiable qu'avec de forts grossissements. Le meilleur moment pour l'observer dans le ciel du soir est de juin à novembre, en particulier depuis les régions de l'hémisphère nord.
C'est une petite région H II située sur le bras de Persée, devant le point d'origine du bras d'Orion. Des estimations récentes de sa distance indiquent une valeur d'environ 3 710 pc (∼12 100 al) du système solaire, tandis que les estimations précédentes suggéraient une distance d'environ 2 600 pc (∼8 480 al), soit quelques centaines de parsec de la région de Vulpecula OB1. Le responsable de l'ionisation du gaz dans la région de la nébuleuse est probablement une étoile bleue de classe spectrale O. Des phénomènes de formation d'étoiles sont actifs dans le nuage, comme en témoigne la présence de 7 sources d'ondes radio et d'une source d'infrarouge identifié par l'IRAS. À l'intérieur de Sh2-93 se trouve également le très jeune amas ouvert [BDS2003] 16, dont les composants ne sont identifiables que dans la bande infrarouge.